# Léguillac-de-l’Auche
Léguillac-de-l’Auche település Franciaországban, Dordogne megyében. Lakosainak száma 974 fő (2022. január 1.). Léguillac-de-l’Auche Mensignac, Annesse-et-Beaulieu, Saint-Aquilin és Saint-Astier községekkel határos.

## Népesség
A település népességének változása:
| Lakosok száma | 383  | 493  | 635  | 812  | 1005 | 989  | 994  | 994  | 987  | 974  |
|               | 1968 | 1982 | 1990 | 2006 | 2013 | 2015 | 2017 | 2019 | 2020 | 2022 |